# 公立和赠地大学协会
公立和赠地大学协会（APLU）是一个由公立研究型大学、赠地院校、州立大学系统和高等教育机构组成的研究、政策和倡导组织。其成员校区遍布美国、加拿大和墨西哥。

## 历史
该组织前身是美国农业学院和实验站协会（American Association of Agricultural Colleges and Experiment Stations ），成立于1887年10月，是北美历史最悠久的高等教育协会。同年，第一届年会于华盛顿特区美国农业部举行，宾夕法尼亚州立大学校长乔治·W·阿瑟顿当选为董事会主席。
多年来，该组织经历了多次名称变更。1919年，赠地学院工程协会与该协会合并。1926年，该组织更名为赠地学院与和大学协会（Association of Land-Grant Colleges and Universities）。1963年，与全美州立大学协会合并，成立了全美州立大学和赠地学院协会（National Association of State Universities and Land-grant Colleges）。2009年3月30日，该协会采用了现在的名称——公立和赠地大学协会（Association of Public and Land-grant Universities）。

## 资格
该协会拥有超过250名成员，包括所有赠地院校；R1和R2公立研究型大学；州立大学系统；以及附属组织。此外，还有8所加拿大公立研究型大学和5所墨西哥公立研究型大学。
根据1862年、1890年和1994年的《土地赠与法案》，土地赠与机构将自动获得会员资格。被归类为“R1：博士型大学 - 非常活跃的研究活动”或“R2：博士型大学 - 活跃的研究活动”的公立大学也有资格成为会员。

## 列表

#### 大学系统
- 加州州立大学系统
- 纽约市立大学系统
- 科罗拉多州立大学系统
- 北达科他大学系统
- 南伊利诺伊大学系统
- 南方大学系统
- 纽约州立大学系统
- 佛罗里达州立大学系统
- 德克萨斯农工大学系统
- 德克萨斯理工大学系统
- 阿拉巴马大学系统
- 阿拉斯加大学系统
- 加州大学
- 科罗拉多大学系统
- 夏威夷大学系统
- 伊利诺伊大学系统
- 马萨诸塞大学系统
- 密苏里大学系统
- 内布拉斯加大学系统
- 北卡罗来纳大学系统
- 田纳西大学系统
- 德克萨斯大学系统
- 威斯康星大学系统
- 佐治亚大学系统
- 马里兰大学系统

#### 按管辖范围划分的大学
加拿大
- 达尔豪斯大学
- 阿尔伯塔大学
- 不列颠哥伦比亚大学
- 卡尔加里大学
- 圭尔夫大学
- 萨斯喀彻温大学
- 西安大略大学
- 金斯顿女王大学

墨西哥
- 新莱昂自治大学
- 墨西哥国立自治大学
- 墨西哥国立理工学院
- 瓜达拉哈拉大学
- 韦拉克鲁斯大学

密克罗尼西亚
- 密克罗尼西亚学院-密克罗尼西亚联邦

美国
⠀⠀阿拉巴马州
- 阿拉巴马农工大学
- 奥本大学
- 塔斯基吉大学
- 阿拉巴马大学
- 阿拉巴马大学伯明翰分校
- 阿拉巴马大学亨茨维尔分校
- 南阿拉巴马大学

⠀⠀阿拉斯加州
- 阿拉斯加大学费尔班克斯分校

⠀⠀美属萨摩亚
- 美属萨摩亚社区学院

⠀⠀亚利桑那州
- 亚利桑那州立大学
- 北亚利桑那大学
- 亚利桑那大学

⠀⠀阿肯色州
- 阿肯色州立大学
- 阿肯色大学
- 阿肯色大学派恩布拉夫分校

⠀⠀加利福尼亚州
- 加州理工州立大学圣路易斯奥比斯波分校
- 加州州立大学弗雷斯诺分校
- 加州州立大学富勒顿分校
- 加州州立大学北岭分校
- 加州州立大学萨克拉门托分校
- 圣地亚哥州立大学
- 圣何塞州立大学
- 加州大学伯克利分校
- 加州大学戴维斯分校
- 加州大学欧文分校
- 加州大学洛杉矶分校
- 加州大学默塞德分校
- 加州大学河滨分校
- 加州大学圣地亚哥分校
- 加州大学圣巴巴拉分校
- 加州大学圣克鲁兹分校

⠀⠀科罗拉多州
- 科罗拉多矿业学院
- 科罗拉多州立大学
- 科罗拉多大学博尔德分校
- 科罗拉多大学丹佛分校

⠀⠀康涅狄格州
- 康涅狄格大学

⠀⠀特拉华州
- 特拉华州立大学
- 特拉华大学

⠀⠀哥伦比亚特区
- 哥伦比亚特区大学

⠀⠀佛罗里达州
- 佛罗里达农工大学
- 佛罗里达大西洋大学
- 佛罗里达国际大学
- 佛罗里达州立大学
- 中佛罗里达大学
- 佛罗里达大学
- 北佛罗里达大学
- 南佛罗里达大学

⠀⠀佐治亚州
- 奥古斯塔大学
- 福特谷州立大学
- 佐治亚理工学院
- 佐治亚南方大学
- 佐治亚州立大学
- 肯尼索州立大学
- 佐治亚大学

⠀⠀关岛
- 关岛大学

⠀⠀夏威夷
- 夏威夷大学马诺阿分校

⠀⠀爱达荷
- 博伊西州立大学
- 爱达荷大学

⠀⠀伊利诺伊州
- 伊利诺伊州立大学
- 北伊利诺伊大学
- 南伊利诺伊大学卡本代尔分校
- 伊利诺伊大学芝加哥分校
- 伊利诺伊大学厄巴纳-香槟分校

⠀⠀印第安纳州
- 鲍尔州立大学
- 印第安纳大学
- 印第安纳大学-普渡大学印第安纳波利斯分校
- 普渡大学

⠀⠀爱荷华州
- 爱荷华州立大学
- 爱荷华大学

⠀⠀堪萨斯州
- 堪萨斯州立大学
- 堪萨斯大学
- 威奇托州立大学

⠀⠀肯塔基州
- 肯塔基州立大学
- 肯塔基大学
- 路易斯维尔大学

⠀⠀路易斯安那州
- 路易斯安那州立大学及农机学院
- 路易斯安那理工大学
- 南方大学及农机学院
- 路易斯安那大学拉斐特分校
- 新奥尔良大学

⠀⠀缅因州
- 缅因大学

⠀⠀马里兰州
- 摩根州立大学
- 美国海军学院
- 马里兰大学巴尔的摩郡分校
- 马里兰大学帕克分校
- 马里兰大学东岸分校
- 马里兰大学全球校区

⠀⠀马萨诸塞州
- 麻省理工学院
- 马萨诸塞大学阿默斯特分校
- 马萨诸塞大学波士顿分校
- 马萨诸塞大学达特茅斯分校
- 马萨诸塞大学洛厄尔分校

⠀⠀密歇根州
- 中央密歇根大学
- 密歇根州立大学
- 密歇根理工大学
- 奥克兰大学
- 密歇根大学
- 韦恩州立大学
- 西密歇根大学

⠀⠀明尼苏达州
- 明尼苏达大学
- 明尼苏达大学杜鲁斯分校

⠀⠀密西西比州
- 奥尔康州立大学
- 杰克逊州立大学
- 密西西比州立大学
- 密西西比大学
- 南密西西比大学

⠀⠀密苏里州
- 林肯大学
- 密苏里科技大学
- 密苏里大学哥伦比亚分校
- 密苏里大学堪萨斯城分校

⠀⠀蒙大拿州
- 蒙大拿州立大学
- 蒙大拿大学

⠀⠀内布拉斯加大学
- 内布拉斯加大学林肯分校
- 内布拉斯加大学奥马哈分校

⠀⠀内华达大学
- 内华达大学拉斯维加斯分校
- 内华达大学里诺分校

⠀⠀新罕布什尔大学
- 新罕布什尔大学

⠀⠀新泽西州
- 蒙特克莱尔州立大学
- 新泽西理工学院
- 罗文大学
- 罗格斯大学，新泽西州立大学
- 罗格斯大学卡姆登分校
- 罗格斯大学纽瓦克分校

⠀⠀新墨西哥州
- 新墨西哥州立大学
- 新墨西哥大学

⠀⠀纽约
- 纽约州立大学宾汉姆顿分校
- 纽约市立大学
- 康奈尔大学
- 纽约州立大学石溪分校
- 纽约州立大学理工学院
- 纽约州立大学奥尔巴尼分校
- 纽约州立大学布法罗分校

⠀⠀北卡罗来纳州
- 东卡罗来纳大学
- 北卡罗来纳州立农业技术大学
- 北卡罗来纳州立大学
- 北卡罗来纳大学教堂山分校
- 北卡罗来纳大学夏洛特分校
- 北卡罗来纳大学格林斯伯勒分校
- 北卡罗来纳大学威尔明顿分校

⠀⠀北达科他州
- 北达科他州立大学
- 北达科他大学

⠀⠀北马里亚纳群岛
- 北马里亚纳学院

⠀⠀俄亥俄州
- 鲍林格林州立大学
- 中央州立大学
- 克利夫兰州立大学
- 肯特州立大学
- 迈阿密大学
- 俄亥俄州立大学
- 俄亥俄大学
- 阿克伦大学
- 辛辛那提大学
- 托莱多大学
- 莱特州立大学

⠀⠀俄克拉荷马州
- 兰斯顿大学
- 俄克拉荷马州立大学
- 俄克拉荷马大学

⠀⠀俄勒冈州
- 俄勒冈州立大学
- 波特兰州立大学
- 俄勒冈大学

⠀⠀宾夕法尼亚州
- 宾夕法尼亚州立大学
- 天普大学
- 匹兹堡大学

⠀⠀波多黎各
- 波多黎各大学马亚圭斯分校

⠀⠀罗德岛
- 罗德岛大学

⠀⠀南卡罗来纳州
- 克莱姆森大学
- 南卡罗来纳州立大学
- 南卡罗来纳大学

⠀⠀南达科他州
- 南达科他矿业及理工学院
- 南达科他州立大学
- 南达科他大学

⠀⠀田纳西州
- 东田纳西州立大学
- 中田纳西州立大学
- 田纳西州立大学
- 孟菲斯大学
- 田纳西大学诺克斯维尔分校

⠀⠀德克萨斯州
- 普莱里维尤农工大学
- 塔尔顿州立大学
- 德克萨斯农工大学
- 德克萨斯州立大学
- 德克萨斯理工大学
- 休斯顿大学
- 北德克萨斯大学
- 德克萨斯大学阿灵顿分校
- 德克萨斯大学奥斯汀分校
- 德克萨斯大学达拉斯分校
- 德克萨斯大学埃尔帕索分校
- 德克萨斯大学泰勒分校
- 德克萨斯大学圣安东尼奥分校
- 德克萨斯大学里奥格兰德河谷分校

⠀⠀犹他州
- 犹他大学
- 犹他州立大学

⠀⠀佛蒙特州
- 佛蒙特大学

维尔京群岛
- 维尔京群岛大学

⠀⠀弗吉尼亚州
- 威廉与玛丽学院
- 乔治梅森大学
- 詹姆斯麦迪逊大学
- 老道明大学
- 弗吉尼亚大学
- 弗吉尼亚联邦大学
- 弗吉尼亚理工学院暨州立大学
- 弗吉尼亚州立大学

⠀⠀华盛顿
- 华盛顿大学
- 华盛顿州立大学

⠀⠀西弗吉尼亚州
- 马歇尔大学
- 西弗吉尼亚州立大学
- 西弗吉尼亚大学

威斯康星州
- 威斯康星大学麦迪逊分校
- 威斯康星大学密尔沃基分校

怀俄明州
- 怀俄明大学